# Kiraisen-Klasse
Die Kiraisen-Klasse (japanisch 機雷潜型潜水艦 Kiraisen-gata sensuikan), nach dem Typboot auch als I-121-Klasse (jap. 伊百二十一型潜水艦 I-hyaku-ni-jū-ichi-gata sensuikan) bezeichnet, war eine Klasse von vier Minen-U-Booten der Kaiserlich Japanischen Marine, die im Zweiten Weltkrieg zum Einsatz kamen.

## Geschichte
Die Boote des Typ Kiraisen (Kirai Fusetsu Sensuikan (機雷敷設潜水艦, Minenleger-U-Boot)), wurden von der Kaiserlich Japanischen Marine aus dem U-Boot U 125 der deutschen Marine entwickelt, das sie nach dem Ende des Ersten Weltkrieges als Reparation erhalten hatten.
Auf Grund von Problem mit der Längsstabilität des Rumpfes erwiesen sie sich für die angedachte Aufgabe als ungeeignet. Sie wurden daher im Jahr 1940 zu Versorgungs-U-Booten, zum Transport von Flugbenzin für Wasserflugzeuge, umgebaut.

## Liste der Boote
| Name (Bei Indienststellung) | Name (Ab Juni 1938) | Bauwerft                    | Kiellegung                  | Stapellauf                  | Indienststellung            | Verbleib |
| --------------------------- | ------------------- | --------------------------- | --------------------------- | --------------------------- | --------------------------- | --- |
| I-21                        | I-121               | Kawasaki, Kōbe              | 20. Oktober 1924            | 30. März 1926               | 31. März 1927               | Außerdienststellung am 30. November 1945, Kriegsbeute Vereinigte Staaten als Zielschiff am 30. April 1946 versenkt |
| I-22                        | I-122               | Kawasaki, Kōbe              | 28. Februar 1925            | 8. November 1926            | 28. Oktober 1927            | versenkt am 9. Juni 1945 durch amerik. U-Boot USS Skate, westlich der Noto-Halbinsel                               |
| I-23                        | I-123               | Kawasaki, Kōbe              | 12. Juni 1925               | 19. März 1927               | 28. April 1928              | versenkt am 29. August 1942 durch amerik. Schnellen Minenleger USS Gamble, südöstlich von Savo Island              |
| I-24                        | I-124               | Kawasaki, Kōbe              | 17. April 1926              | 12. Dezember 1927           | 10. Dezember 1928           | versenkt am 20. Januar 1942 durch drei austr. Korvetten der Bathurst-Klasse, vor Darwin                            |
| I-25                        | I-25                | Bauaufträge 1924 storniert. | Bauaufträge 1924 storniert. | Bauaufträge 1924 storniert. | Bauaufträge 1924 storniert. | Bauaufträge 1924 storniert.                                                                                        |
| I-26                        |                     | Bauaufträge 1924 storniert. | Bauaufträge 1924 storniert. | Bauaufträge 1924 storniert. | Bauaufträge 1924 storniert. | Bauaufträge 1924 storniert.                                                                                        |

## Technische Beschreibung

### Antrieb
Der Antrieb erfolgte bei Überwasserfahrt durch zwei MAN 6-Zylinder-Dieselmotoren, mit einer Gesamtleistung von 2400 PS (1765 kW), und bei Unterwasserfahrt durch zwei Elektromotoren mit 1100 PS (809 kW). Diese gaben ihre Leistung an zwei Wellen mit jeweils einer Schraube ab. Die Höchstgeschwindigkeit über Wasser betrug 14,5 kn (27 km/h) und unter Wasser 7 kn (13 km/h). Dies ermöglichte über Wasser eine Fahrstrecke von 10.500 sm (19.446 km) bei 8 kn und unter Wasser von 40 sm (74 km) bei 4,5 kn.

### Bewaffnung

#### Torpedos
Die Torpedobewaffnung bestand aus vier Torpedorohren im Bug, mit einem Durchmesser von 53,3 cm. Für diese konnten bis zu 12 Torpedos, wie solche des Typs 95, mitgeführt werden.

#### Seeminen
Zur Verlegung von Seeminen waren zwei Minenschächte hinter dem Brückenturm vorhanden, in denen 42 Stück transportiert werden konnten.

#### Artillerie
Die Artilleriebewaffnung bestand aus einem 14-cm-Deckgeschütz mit Kaliberlänge 40 Typ 11. Diese 1924 eingeführte Waffe hatte ein Gewicht von 3900 kg und eine Feuerrate von rund fünf Schuss pro Minute. Es konnte eine 38 Kilogramm schwere Granate bis zu 16 km weit schießen und war vor dem Brückenturm aufgestellt.

## Besatzung
Die Besatzung hatte eine Stärke von 75 Offizieren, Unteroffizieren und Mannschaften.